# Brévogne
Die Brévogne ist ein kleiner Fluss in Frankreich, der im Département Calvados in der Region Normandie verläuft. Sie entspringt beim Staatsforst Forêt Domaniale de Saint-Sever, im Gemeindegebiet vom Noues de Sienne, entwässert generell in nordöstlicher Richtung und mündet nach rund 17 Kilometern im Gemeindegebiet von Vire Normandie als linker Nebenfluss in die Vire. Bei Mesnil-Clinchamps quert die Brévogne die Bahnstrecke Argentan–Granville.

## Orte am Fluss
(Reihenfolge in Fließrichtung)
- La Vermondière, Gemeinde Noues de Sienne
- La Minotière, Gemeinde Noues de Sienne
- Mesnil-Clinchamps, Gemeinde Noues de Sienne
- Choisel, Gemeinde Vire Normandie
- Coulonces, Gemeinde Vire Normandie
- Vaulégeard, Gemeinde Vire Normandie